# Władimir Głuszko
Władimir Głuszko, ros. Владимир Глушко (ur. 1974) – rosyjski sztangista i strongman.
Od 1989 zajmował się podnoszeniem ciężarów. W 2007, za namową rosyjskiego siłacza Michaiła Koklajewa, zajął się sportem strongman.
Mieszka w Krasnodarze.
Wymiary:
- wzrost 192 cm
- waga 145 kg

## Osiągnięcia strongman
- 2007
  - 3. miejsce - Drużynowe Mistrzostwa Świata Strongman 2007
  - 8. miejsce - Mistrzostwa Rosji Strongman
- 2008
  - 2. miejsce - Drużynowe Mistrzostwa Świata Strongman 2008
  - 3. miejsce - Mistrzostwa Rosji Strongman